# Resolució 827 del Consell de Seguretat de les Nacions Unides
La Resolució 827 del Consell de Seguretat de les Nacions Unides fou adoptada per unanimitat el 25 de maig de 1993. Després de reafirmar la resolució 713 (1991) i totes les resolucions subseqüents sobre la situació en Iugoslàvia, va aprovar l'informe S/25704 del Secretari General Boutros Boutros-Ghali, amb l'Estatut del Tribunal Internacional com a annex i establint el Tribunal Penal Internacional per a l'antiga Iugoslàvia (TPIY).
Encara alarmat per les violacions de la llei humanitària internacional a Iugoslàvia i especialment a Bòsnia i Hercegovina, incloent assassinats en massa, detencions sistemàtiques, violacions de dones i neteja ètnica, la resolució va determinar que la situació continuava sent una amenaça la pau i seguretat internacional, anunciant a més la seva intenció de posar fi a aquests crims i a donar justícia a les víctimes. El Consell va decidir que l'establiment d'un tribunal i la prossecució dels responsables d'aquestes violacions, reafirmant la seva decisió en la resolució 808 (1993).
Actuant sota el Capítol VII de la Carta de les Nacions Unides, el Consell va establir el Tribunal Penal Internacional per a l'antiga Iugoslàvia per a crims comesos al territori de Iugoslàvia entre l'1 de gener de 1991 i una data que seria determinada pel Consell després de la restauració de pau a la regió. Fins a la designació d'un Fiscal, l'evidència continuaria sent recollida per la Comissió d'Experts establerta en la resolució 780 (1992).
El Consell després li va demanar al Secretari General que lliurés recomanacions rebudes de països pel que fa a les regles del procediment i l'evidència demanades en l'Article 15 de l'Estatut del Tribunal Internacional per a jutges en el tribunal. També va decidir que tots els Estats membres cooperarien amb el TCIY i els seus òrgans en concordança amb l'Estatut del Tribunal Internacional. Al mateix temps, van ser exigides les contribucions d'estats, organitzacions internacionals i no governamentals per al Tribunal.
La resolució va decidir que la determinació de la seu del Tribunal Internacional seria subjecte a la conclusió d'acords apropiats entre les Nacions Unides i els Països Baixos, observant que pot situar-se en qualsevol altra part de considerar-se necessària, i que el treball del Tribunal no afectaria el dret de les víctimes a compensació. Finalment va demanar que Boutros Boutros-Ghali implementés immediatament la resolució actual i fes arranjaments per al funcionament efectiu del Tribunal.